# Medusa Film

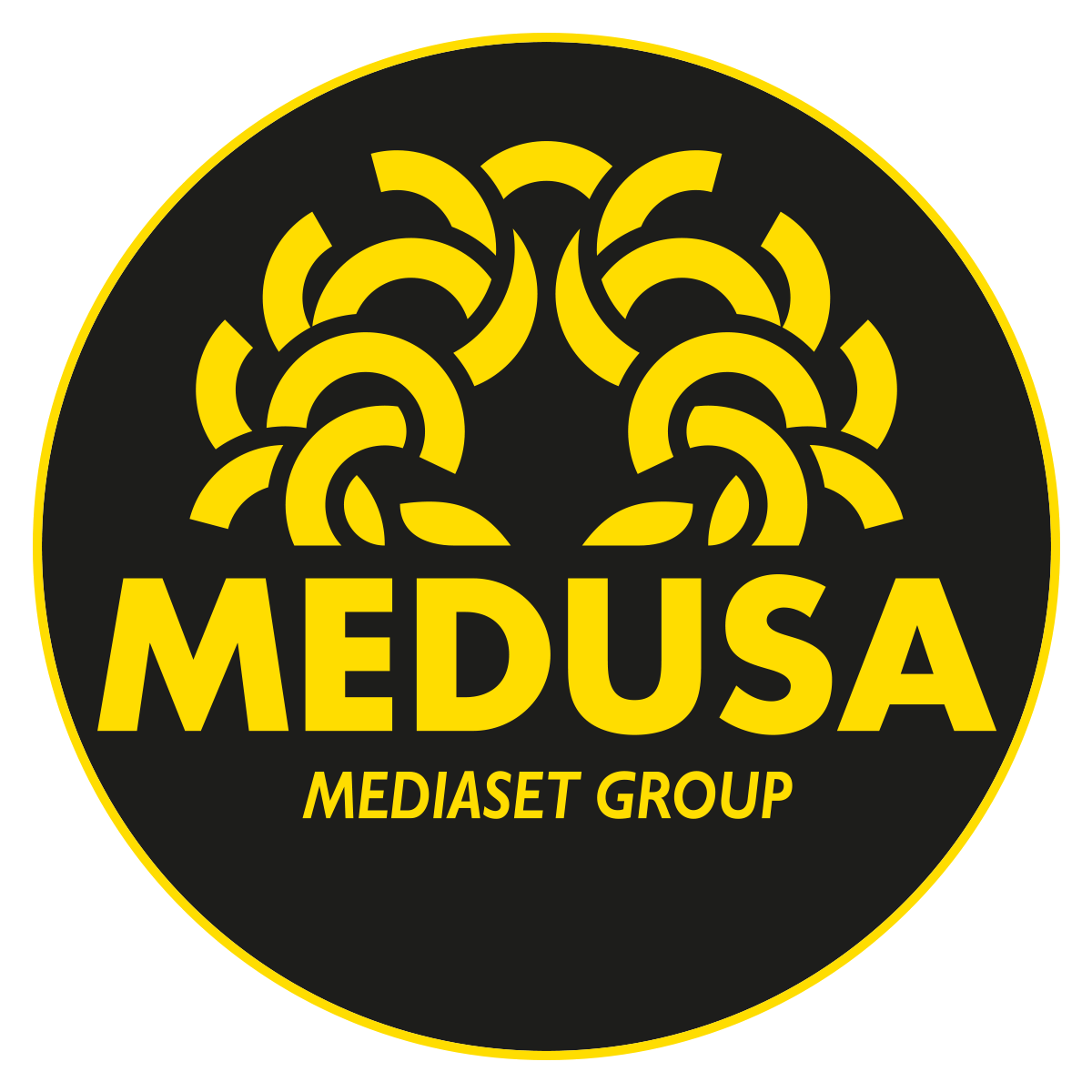
Logo

Medusa Film nebo také Medusa motion picture je italské filmové studio patřící pod italskou mediální skupinu Mediaset. Studio vzniklo v roce 1964 a patří k největším evropským filmovým studiím. Spolupracuje i s předními filmovými studii USA, např. 20th Century Fox nebo Universal. Medusa je od roku 2006 členem mediální skupiny Mediaset, Silvia Berlusconiho. Kromě ryze italské produkce se podílela i na produkci nadnárodních filmů, např. Purpurové řeky, Umučení Krista nebo Hostel 2 a jiné.